# Medaliści akademickich mistrzostw świata we wspinaczce sportowej
Medaliści akademickich mistrzostw świata we wspinaczce sportowej – zestawienie zawodników i zawodniczek, którzy przynajmniej raz podczas zawodów wspinaczkowych stanęli na podium akademickich mistrzostw świata we wspinaczce sportowej. 1. edycja mistrzostw świata zorganizowana przez Międzynarodową Federację Wspinaczki Sportowej (IFCS) odbyła się w chińskim Szanghaju w roku 2016.

## Konkurencje
Mężczyźni i kobiety
- B – bouldering, P – prowadzenie, C – na czas, Ł – wspinaczka łączna

## Medaliści mistrzostw świata

### Bouldering
| PłećEdycja      | Kobiety      | Kobiety          | Kobiety          | Mężczyźni      | Mężczyźni         | Mężczyźni      |
| PłećEdycja      | Złoto        | Srebro           | Brąz             | Złoto          | Srebro            | Brąz           |
| --------------- | ------------ | ---------------- | ---------------- | -------------- | ----------------- | -------------- |
| 2016 Szanghaj   | Fanny Gibert | Julia Chanourdie | Niu Di           | Kaito Watanabe | Nathaniel Coleman | Solomon Barth  |
| 2018 Bratysława | Megan Lynch  | Serika Okawachi  | Julia Chanourdie | Elias Weiler   | Yuji Fujiwaki     | Kaito Watanabe |

### Prowadzenie
| PłećEdycja      | Kobiety          | Kobiety         | Kobiety       | Mężczyźni          | Mężczyźni       | Mężczyźni        |
| PłećEdycja      | Złoto            | Srebro          | Brąz          | Złoto              | Srebro          | Brąz             |
| --------------- | ---------------- | --------------- | ------------- | ------------------ | --------------- | ---------------- |
| 2016 Szanghaj   | Julia Chanourdie | Kim Min-seon    | Moe Yoshimura | Dmitrij Fakirjanow | Javier Blazquez | Loic Timmermans  |
| 2018 Bratysława | Mei Kotake       | Maëlys Agrapart | Romain Salomé | Fedir Samoilow     | Thomas Joannes  | Ruben Firnenburg |

### Wspinaczka na czas
| PłećEdycja      | Kobiety            | Kobiety           | Kobiety         | Mężczyźni         | Mężczyźni           | Mężczyźni               |
| PłećEdycja      | Złoto              | Srebro            | Brąz            | Złoto             | Srebro              | Brąz                    |
| --------------- | ------------------ | ----------------- | --------------- | ----------------- | ------------------- | ----------------------- |
| 2016 Szanghaj   | Anna Brożek        | Klaudia Buczek    | Julija Kaplina  | Stanisław Kokorin | Marcin Dzieński     | Chae Sung-joon          |
| 2018 Bratysława | Julia Chanourdie   | Patrycja Chudziak | Anna Brożek     | Jan Kříž          | Kostiantin Pawlenko | Mehdi AliPourShenazandi |
| 2022 Innsbruck  | Aleksandra Kałucka | Giulia Randi      | Natalia Kałucka | Tobias Plangger   | Darren Skolnik      | Lukas Knapp             |

### Wspinaczka łączna
| PłećEdycja      | Kobiety        | Kobiety    | Kobiety      | Mężczyźni      | Mężczyźni    | Mężczyźni  |
| PłećEdycja      | Złoto          | Srebro     | Brąz         | Złoto          | Srebro       | Brąz       |
| --------------- | -------------- | ---------- | ------------ | -------------- | ------------ | ---------- |
| 2018 Bratysława | Anouck Jaubert | Mei Kotake | Fanny Gibert | Fedir Samoilow | Elias Weiler | Yuji Inoue |